# Ornithocephalus longilabris
Ornithocephalus longilabris är en orkidéart som beskrevs av Rudolf Schlechter. Ornithocephalus longilabris ingår i släktet Ornithocephalus och familjen orkidéer.
Artens utbredningsområde är Peru. Inga underarter finns listade i Catalogue of Life.